# Heinrich Gärtner
Heinrich Gärtner (Rădăuți, Bucovina, 16 de març de 1895 - Madrid, 12 de desembre de 1962) va ser un cineasta que entre 1915 i 1962 va actuar com a operador de càmera i director de fotografia en un total de 180 pel·lícules. Cap al final de la seva vida signà les seves obres com Enrique Guerner o Henrique Gärtner. Va produir algunes de les seves obres a Espanya i a Portugal.

## Biografia
Va néixer a Radautz (actualment Rădăuți, Romania) quan encara pertanyia a l'Imperi Austrohongarès en el si d'una família de jueus alemanys. Es va iniciar en la fotografia a Berlín, on des del 1910 fou aprenent de fotògraf de retrats. El 1912 es va iniciar com a assistent de càmera i des de 1915 com a operador de càmera en la indústria alemanya del cinema mut. Entre 1917 i 1918 va treballar com a cineasta al servei de l'exèrcit austrohongarès en la cobertura de combats durant la Primera Guerra Mundial. Després de la guerra es va establir a Berlín i es dedicà novament a la direcció de fotografia a pel·lícules de llargmetratge. Des de 1923 treballà regularment amb el director Richard Eichberg.
La seva ascendència jueva va provocar que a l'arribada d'Adolf Hitler al poder hagués d'exiliar-se. El 1934 es va establir a Espanya, on va continuar la seva carrera com a cineasta, dedicant-se essencialment a la direcció de curtmetratges. L'esclat de la guerra civil espanyola el va sorprendre a Sevilla, on fou detingut per les autoritats revoltades a petició del cònsol del Tercer Reich. Per evitar ser extradit es va refugiar a Portugal. Després de la victòria franquista fou autoritzar a tornar a Espanya per treballar en el cinema. En 1938 va fer alguns documentals sobre la guerra civil i des de 1939 es va dedicar a la producció de pel·lícules, treballant principalment per als directors Florián Rey i Ladislao Vajda. Fou aleshores quan començà a utilitzar el seu nom castellanitzat com Enrique Guerner utilitzant també com a segon cognom "Kolb" segons els costums espanyols.
Al llarg de la seva carrera assolí un paper influent en el cinema espanyol, introduint elements del corrent de l'expressionisme alemany que va influir en altres operadors de càmera com Alfredo Fraile, José F. Aguayo o Cecilio Paniagua.
Gärtner, que va assumir la ciutadania espanyola, també treballà a Portugal i a Suïssa, sota la direcció de Ladislao Vajda en obrrs com Es geschah am hellichten Tag, amb Heinz Rühmann i Gert Frobe, i al melodrama Die Schatten werden länger, amb Hansjörg Felmy, Luise Ullrich i Barbara Rütting.

## Filmografia
- 1914: Michels eiserne Faust
- 1915: Um 500.000 Mark
- 1915: Satan Opium
- 1915: Das Tagebuch Collins
- 1916: Zwischen halb 11 und 11
- 1916: Wege, die ins Dunkle führen
- 1916: Sondis Kleine
- 1916: Leben um Leben
- 1916: Stolz weht die Flagge schwarz-weiß-rot
- 1916: Lillis erste Liebe
- 1916: Lottes erste Liebe
- 1917: Die Eheschule
- 1917: Pension Trudchen
- 1917: Hoch klingt das Lied vom U-Boot-Mann
- 1919: Die Seebadnixe
- 1919: Tänzer in den Tod
- 1919: Ein toller Schwiegersohn
- 1919: Die Braut auf 24 Stunden
- 1919: Bis früh um fünfe
- 1919: Im Dienste der Liebe
- 1919: Krümelchens Reiseabenteuer
- 1920: Das Schleichende Gift
- 1920: Sinnesrausch
- 1920: Zwischen Nacht und Morgen
- 1920: Lo, die Kokette
- 1920: Mord… die Tragödie des Hauses Garrick
- 1920: Der Mormonenonkel
- 1920: Der rote Falter
- 1920: Dämon Blut – 2. Teil
- 1920: Die Frau in den Wolken
- 1920: Im Banne der Suggestion
- 1920: Das Kreuz am Teufelsfelsen
- 1920: Der Sturz in die Flammen
- 1920: Der ausgelöste Schwiegerpapa
- 1921: Die Talentprobe
- 1921: Eine vergnügte Hochzeitsreise
- 1921: Vertauschte Paletots
- 1921: Eine wilde Hummel
- 1921: Krümelchen geht jagen
- 1921: Krümelchen in der Sommerfrische
- 1921: Madame Incognito
- 1921: Madame X und die 'Schwarze Hand'
- 1921: Mäuschen
- 1921: Sie – was Sie denken, ist nicht
- 1921: Die schwarze Spinne
- 1921: Was der Totenkopf erzählt
- 1921: Der Kurier von Lissabon
- 1921: Entgleist
- 1921: Das Eheparadies
- 1921: Heinrich, wo ist die Hose
- 1921: Der Herr aus dem Zuchthaus
- 1922: Nun hat’s geschnappt
- 1922: Paul fliegt
- 1922: Versunkene Welten
- 1922: Ein weißer Othello
- 1922: Wie man Millionär wird
- 1922: Der Todesreigen
- 1922: Der eingeweichte Don Juan
- 1922: Einmal und nie wieder
- 1922: Das Kind muß doch ’nen Vater haben!
- 1922: Das Komödiantenkind
- 1922: Jugend
- 1923: Fräulein Raffke
- 1923: Time Is Money
- 1923: Der allmächtige Dollar
- 1924: Die Bacchantin
- 1924: Das kalte Herz
- 1924: Die schönste Frau der Welt
- 1924: Lord Reginalds Derbyritt
- 1925: Der Liebeskäfig
- 1925: Die Frau mit dem Etwas
- 1925: Luxusweibchen
- 1925: Die Motorbraut
- 1926: Die keusche Susanne
- 1926: Der Prinz und die Tänzerin
- 1927: Durchlaucht Radieschen
- 1927: Die tolle Lola
- 1927: Der Fürst von Pappenheim
- 1928: Das Girl von der Revue
- 1928: Die Leibeigenen
- 1928: Rutschbahn
- 1928: Schmutziges Geld
- 1929: Großstadtschmetterling
- 1929: Wer wird denn weinen, wenn man auseinandergeht
- 1930: Hai-Tang. Der Weg zur Schande
- 1930: Der Greifer
- 1931: Die Bräutigamswitwe
- 1931: Trara um Liebe
- 1931: Der Draufgänger
- 1931: Der verjüngte Adolar
- 1932: Holzapfel weiß alles
- 1932: Es war einmal ein Walzer
- 1932: Unheimliche Geschichten
- 1932: Gräfin Mariza
- 1932: Theodor Körner
- 1932: Abenteuer im Engadin
- 1932: Das Blaue vom Himmel
- 1932: Glück über Nacht
- 1933: Polizeiakte 909 (Taifun)
- 1935: Nobleza baturra
- 1935: Currito de la Cruz
- 1936: Morena clara
- 1942: Raza
- 1942: La aldea maldita
- 1943: La casa de la lluvia
- 1944: Inês de Castro
- 1945: Los últimos de Filipinas
- 1948: Brindis a Manolete
- 1951: El gran galeoto
- 1952: El cerco del diablo
- 1955: Marcelino, pan y vino
- 1955: Y dos eran tres
- 1956: Tarde de toros
- 1957: Un ángel pasó por Brooklyn
- 1958: Es geschah am hellichten Tag
- 1961: Die Schatten werden länger